# Black Reign
Albums de Queen Latifah
Nature of a Sista'
(1991) Order in the Court
(1998)
Singles
1. U.N.I.T.Y.
Sortie : 9 novembre 1993
2. Just Another Day...
Sortie : 1994
3. Black Hand Side/Weekend Love
Sortie : 1994
4. Rough.../I Can't Understand
Sortie : 27 septembre 1994

Black Reign est le troisième album studio de Queen Latifah, sorti le 16 novembre 1993.
L'album s'est classé 15e au Top R&B/Hip-Hop Albums et 60e au Billboard 200 et a été certifié disque d'or par la Recording Industry Association of America (RIAA) le 29 avril 1994.

## Liste des titres
| No  | Titre                                                       | Contient un (des) sample(s) de | Durée |
| --- | ----------------------------------------------------------- | --- | ----- |
| 1.  | Black Hand Side (Produit par S.I.D.)                        | Hello It's Me des Isley Brothers Deep Cover de Dr. Dre et Snoop Dogg Just Rhymin' With Biz de Big Daddy Kane featuring Biz Markie                                         | 3:22  |
| 2.  | Listen 2 Me (Produit par Tony Dofat)                        | | 4:42  |
| 3.  | I Can't Understand (Produit par Tony Dofat)                 | Quizas, Quizas, Quizas de Ray Bryant | 3:49  |
| 4.  | Rough... (featuring Heavy D, KRS-One, Tony Dofat et Treach) | | 5:03  |
| 5.  | 4 The D.J.'s (Interlude) (Produit par S.I.D.)               | Die for You d'Al B. Sure! | 1:37  |
| 6.  | Bring the Flavor (Produit par Tony Dofat)                   | | 3:25  |
| 7.  | Coochie Bang... (Produit par S.I.D.)                        | It's On de Naughty by Nature | 3:46  |
| 8.  | Superstar (Produit par S.I.D.)                              | It Must Be Love des Good Girls | 3:56  |
| 9.  | No Work (Produit par Kay Gee)                               | New Generation des Classical Two Go Stetsa I de Stetsasonic | 2:51  |
| 10. | Just a Flow (Interlude) (Produit par S.I.D.)                | | 1:30  |
| 11. | Just Another Day... (Produit par S.I.D.)                    | Making Love in the Rain d'Herb Alpert featuring Lisa Keith et Janet Jackson Apache du Sugarhill Gang Hey Young World de Slick Rick Princess of the Posse de Queen Latifah | 4:27  |
| 12. | U.N.I.T.Y. (Produit par Kay Gee et Mufi)                    | A Message From the Inner City des Crusaders Unity de Desmond Dekker | 4:11  |
| 13. | Weekend Love (featuring Tony Rebel – Produit par Kay Gee)   | | 4:09  |
| 14. | Mood Is Right (Produit par S.I.D.)                          | Shadows de Tom Scott Baby-Baby-Baby de TLC Hold On d'En Vogue | 3:27  |
| 15. | Winki's Theme (Produit par Queen Latifah)                   | | 5:29  |